# Andre Cason
Andre Cason (Virginia Beach, Estados Unidos, 20 de enero de 1969) fue un atleta estadounidense, especializado en la prueba de 4 x 100 m en la que llegó a ser campeón mundial en 1991.

## Carrera deportiva
En el Mundial de Tokio 1991 ganó la medalla de oro en los relevos 4 x 100 metros, con un tiempo de 37.50 segundos que fue récord del mundo, quedando por delante de Francia y Reino Unido, y siendo sus compañeros de equipo: Leroy Burrell, Dennis Mitchell y Carl Lewis.